# Saint-Thibault (Oise)
Saint-Thibault is een gemeente in het Franse departement Oise (regio Hauts-de-France) en telt 198 inwoners (1999). De plaats maakt deel uit van het arrondissement Beauvais.

## Geografie
De oppervlakte van Saint-Thibault bedraagt 10,4 km², de bevolkingsdichtheid is 19,0 inwoners per km².
De onderstaande kaart toont de ligging van Saint-Thibault (Oise) met de belangrijkste infrastructuur en aangrenzende gemeenten.

## Demografie
Onderstaande figuur toont het verloop van het inwonertal (bron: INSEE-tellingen).